# Shinson Hapkido
Shinson Hapkido (koreanisch 신선 합기도) ist ein Entwicklungs-, Gesundheits- und Selbstverteidigungstraining und beinhaltet eine ganzheitliche Ausbildung von Körper (Chong), Lebenskraft (Ki) und Geist (Shin). Es wurde von Ko Myong aus den traditionellen koreanischen Bewegungs- und Kampfkünsten in Verbindung mit asiatischer Heilkunst aufgebaut.
Shinson Hapkido ist eine Stilrichtung des Hapkido. Hapkido spielt in Korea eine wesentliche Rolle bei der Ausbildung von Polizei und Militär, trägt also, zumindest in einigen Stilrichtungen, paramilitärische Merkmale. Die Stilrichtung Shinson Hapkido setzt dem einen anderen Akzent entgegen.
Ko Myong, der Gründer der Stilrichtung Shinson Hapkido, ist in einem buddhistischen Kloster in Korea aufgewachsen. Vor diesem Hintergrund hat er vor allem die gesundheitlichen Aspekte von Hapkido in den Mittelpunkt gestellt, die ihren Ausdruck finden im Titel seines Buches Bewegung für das Leben. Er hat deshalb eine Stilrichtung konzipiert und weiter entwickelt, in der es in erster Linie darum geht, Menschen jeder Altersstufe Freude an Bewegung zu vermitteln, als einem Aspekt einer gesunden Lebensweise, verbunden mit der Überzeugung, dass der Mensch ein Teil einer Gesellschaft und der Natur ist und deshalb auf Dauer nicht gesund leben kann, ohne Achtsamkeit den Mitmenschen und der Umwelt gegenüber. Dies trägt Shinson Hapkido zuweilen den Vorwurf ein, „zu esoterisch“ zu sein.
Auch in Korea wurde Shinson Hapkido in den ersten Jahren eher skeptisch betrachtet. Mittlerweile ist es zumindest nach der Anzahl ihrer Mitglieder in West-Europa die vorherrschende Stilrichtung, was Shinson Hapkido auch in Korea zunehmend Anerkennung einbringt. Seinen Ausdruck findet das etwa darin, dass auch Großmeister anderer Stilrichtungen aus Korea anreisen, um in einer der Shinson Hapkido Kampfkunst-Shows in Europa ihr Können zu zeigen. Auch an den „World Hapkido Festivals“, ausgerichtet in Korea von der „World Hapkido Federation“ unter Leitung von Großmeister „Kim, Jung-So“ war Shinson Hapkido gelegentlich schon mit einer Abordnung vertreten.

## Entstehung
Shinson Hapkido wurde vom Koreaner Ko Myong gegründet, der verschiedene Klöster und Schulen am Rande von Seoul besuchte. Er begann seine Hapkido-Ausbildung in der Kuk Sool Kwan Schule von Großmeister Kim Jong-yoon (9. Dan) und lernte vor allem bei Großmeister Changsan Park Hyun-soo (9. Dan). Seine Jugend verbrachte er überwiegend in den Klöstern. Im Tempel Taean Sa wurde er unter anderem Schüler des Son-Meisters Chong Hwa. 1976–1978 war er Mitglied der Nationalmannschaft der Korea Hapkido Association und erlangte dort den Titel des Nationalmeisters. Anfang 1978 wurde Ko Myong eingeladen, Selbstverteidigung auch in Europa zu unterrichten.
In Darmstadt gründete er im Jahre 1983 die Kung Jung Mu Sul Hapkido Association. Diese Einrichtung versteht sich als Zentrum für Bewegungskunst, Naturheilkunde, Friedensarbeit und Lebensweisheit. Er bildet seitdem Lehrer aus, die ihrerseits Schulen gründen, so dass Shinson Hapkido inzwischen in vielen Städten und Ländern, vor allem in Westeuropa, angeboten wird.
Im Laufe der Jahre verlagerte sich der Schwerpunkt des Kung Jung Mu Sul Hapkido (svw. "Geheime, Königliche Kampfkunst/Hapkido") immer mehr vom äußerlichen Training hin auf das Training des Do (grob beschreibbar als „Lebensweg“). Um dieser Veränderung Rechnung zu tragen, wurde der Name 1993 in „Shinson Hapkido“ ("Hapkido für alle") geändert. Der Verband wurde im selben Jahr in International Shinson Hapkido Association umbenannt.
Innerhalb des Verbands wird großer Wert auf ein familiäres Miteinander gelegt, was sich in verschiedenen Camps, Meetings und Seminaren manifestiert. Weiterhin hat Ko Myong durch seine Veröffentlichungen das Konzept der inneren und äußeren Selbstverteidigung begründet oder zumindest bekannt gemacht.
Die Geschichte des Hapkido ist mittlerweile gut erforscht und aufgeklärt. Seine Wurzeln liegen vor allem im japanischen Daito-Ryu Aiki Jujutsu. Dafür, dass es die geheimen koreanischen Kampfkünste, auf die sich Ko Myong bezieht, wirklich gegeben hat, wurden bislang keine Belege vorgelegt.

## Trainingsinhalt
Die Shinson Hapkido Lehrmethode (Oh Shilsang) bilden die Grundlage für das Shinson Hapkido Training: Vertrauen (Midum), Respekt (Yeey), Geduld (Innae), Demut (Giomson) und Liebe (Sarang).
Bis zum ersten Dan werden Techniken aus folgenden Bereichen gelehrt:
- Meditation (Son)
- Stellungen (Soggi, Jahse)
- Atemtechniken (Danjeon Hohupbop)
- Handtechniken (Sugi Sul)
- Fußtechniken (Balgi Sul, Jok Sul)
- Befreiungstechniken inkl. Hebel, Wurftechnik (Su)
- Fallschule, Falltechniken (Nakbop)
- Festgelegte Aktionen (Yaksok Daeryon)
- Freie Aktionen (Jayu Daeryon)
- Freie Falltechnikaktionen (Nakbop Daeryon)
- Formläufe (Hyong)
- Langstocktechniken (Changbong Sul)
- Bruchtest (Kyokpa)
- eigene Spezialtechnik (Tuksu Dong Jak)
- eigene, freie Form (Hwalyong Sul)
- Heilgymnastik (Kidoin Bop)
- Akupressur (Jie-Abb Bop)
- Theorie (Sang Shik)

## Verbreitung
Heute gibt es in Deutschland 40 offizielle Shinson Hapkido Schulen („Dojang“ genannt). Weitere nationale Verbände und Schulen gibt es in Belgien, Dänemark, Luxemburg, Niederlande, Österreich, Schweiz, Spanien und Peru. Seit 1983 wurden über 12.000 Trainierende bei der International Shinson Hapkido Association in Darmstadt registriert.